# لاميون غواندونغي
لاميون غواندونغي (الاسم العلمي:Lamium kwangtungense) هو نوع من النباتات يتبع جنس اللاميون من الفصيلة الشفوية. سمي هذا النوع نسبة إلى منطقة غواندونغ في الصين.	